# Sutton-Alpine
Sutton-Alpine is een plaats (census-designated place) in de Amerikaanse staat Alaska en valt bestuurlijk gezien onder Matanuska-Susitna Borough.

## Demografie
Bij de volkstelling in 2000 werd het aantal inwoners vastgesteld op 1080.

## Geografie
Volgens het United States Census Bureau beslaat de plaats een oppervlakte van 392,7 km², waarvan 391,8 km² land en 0,9 km² water.

## Plaatsen in de nabije omgeving
De onderstaande figuur toont nabijgelegen plaatsen in een straal van 24 km rond Sutton-Alpine.